# Le Mans (film)
Le Mans – amerykański sportowy film akcji w reżyserii Lee H. Katzina z 1971 roku.

## Fabuła
Film opowiada o zmaganiach kierowców podczas 24h Le Mans, najsłynniejszego samochodowego wyścigu wytrzymałościowego. W 1971 głównymi pretendentami do wygrania tego wyścigu były ekipy Porsche oraz Ferrari. Kierowcy robili wszystko by wygrać i ryzykując życiem jechali na granicy bezpieczeństw. Podczas poprzedniej edycji wyścigu lider zespołu Porsche, Michael Delaney uległ wypadkowi, w którym zginął również kierowca Ferrari. Teraz musiał rywalizować nie tylko z przeciwnikami, ale też z własnym strachem i zmęczeniem.

## Obsada
Źródło: Filmweb

- Jean-Claude Bercq – Paul-Jacques Dion
- Angelo Infanti – Lugo Abratte
- Luc Merenda – Claude Aurac
- Siegfried Rauch – Erich Stahler
- Steve McQueen – Michael Delaney
- Fred Haltiner – Johann Ritter
- Christopher Waite – Larry Wilson
- Louise Edlind Friberg – pani Anna Ritter

## Odbiór
Film zarobił 1 198 030 koron w Szwecji.
W 1972 roku podczas 30. ceremonii wręczenia Złotych Globów Michel Legrand był nominowany do Złotego Globu w kategorii Best Original Score.